# نالا (الأسد الملك)
نالا (بالإنجليزية: Nala)‏ هي بطلة لبؤة في علامة أفلام الأسد الملك التجارية من والت ديزني بيكتشرز. تم تقديم نالا في فيلم الرسوم المتحركة الأسد الملك (1994)، ثم ظهرت لاحقًا كشخصية أقل بروزًا في فيلم الأسد الملك II: عهد سمبا (1998) و الأسد الملك 1½ (2004)، وتعمل كشخصية متكررة في قيادة الأسد الحارس (2015-2019). في الفيلم الأصلي، قامت الممثلة الأمريكية مويرا كيلي بصوت نالا البالغة. الصوت الناطق للشابة نالا تقدمه الممثلة نيكيتا كالام، بينما تقدم المطربتان لورا ويليامز وسالي دورسكي الأصوات الغنائية لنالا الصغيرة والكبيرة على التوالي.
تم تقديم نالا كأفضل صديق لـ سيمبا، وأصبحت زوجته في نهاية المطاف في نهاية فيلم الأسد الملك. بعد عدة سنوات من قيام عم سيمبا بقتل موفاسا والد سيمبا وتوليه العرش، تغامر نالا بيأسًا بالدخول إلى الغابة للعثور على المساعدة. عند لم شمله بشكل غير متوقع مع سيمبا البالغ، الذي خدعه سكار منذ فترة طويلة ليعتبر أنه ميت، تشجعه نالا على العودة إلى برايد روك، والإطاحة بعمه، ويصبح ملكًا في النهاية. بصفتها ملكة سيمبا، نالا لديها ابن، كوبا، شبل مغامر في الأسد الملك: ست مغامرات جديدة، ابنة، كيارا، التي سُردت قصتها في الأسد الملك II: عهد سمبا وابن آخر اسمه كيون، والذي يظهر بطلًا للرواية من حرس الأسد.
نالا هي الشخصية الأنثوية الأكثر أهمية في الأسد الملك. نظرًا لأن الفيلم مستوحى من مأساة ويليام شكسبير هاملت، فإن نالا تعتبر معادلة الأسد الملك لشخصية أوفيليا في هاملت، على الرغم من استمرار الاختلافات بين الشخصيتين. جرى التخلي عن العديد من المفاهيم المبكرة التي طورت لأول مرة لنالا في النهاية، بما في ذلك الأخ والأب للشخصية، بالإضافة إلى متابعتها عاطفياً من قبل سكالا. في حين كان الاستقبال النقدي تجاه نالا مختلطًا بشكل عام، فقد أشيد بأداء كيلي الصوتي.
ظهرت نالا في الرديف الموسيقي للفيلم في برودواي، ولعبته المغنية هيذر هيدلي. تظهر الشخصية أيضًا في المسلسل التلفزيوني حراس الأسد الملك، مع استبدال غابرييلي نيون كيلي بصوت نالا. قامت بيونسيه وشهادي رايت جوزيف بالتعبير عن الشخصية في نسخة 2019 للفيلم الأصلي من إخراج جون فافريو.